# Drymacris nebulicola
Drymacris nebulicola är en insektsart som först beskrevs av Rehn, J.A.G. 1929.  Drymacris nebulicola ingår i släktet Drymacris och familjen gräshoppor. Inga underarter finns listade i Catalogue of Life.